# Ligne M4 du métro léger de Charleroi
Pour les articles homonymes, voir Ligne M4, Ligne 54 et Ligne 55.
La ligne M4 du métro léger de Charleroi est une ligne de métro léger qui relie Gilly au centre-ville de Charleroi. Elle a été mise en service le 28 août 1992 entre Charleroi Sud et Gilly sous l'indice 54 puis jusqu'à Soleilmont à partir du 27 février 2012 sous l'indice M4, à la suite de la réorganisation des lignes du métro léger. Une ligne sous l'indice 55 a également existé entre Gilly et la station Parc entre le 30 août 1996 et le 26 février 2012.

## Histoire

### Lignes 54 et 55
La ligne 54 Charleroi Sud - Gilly est mise en service le 28 août 1992 à la mise en service de la section de prémétro Charleroi Waterloo - Gilly. Le 30 août 1996, l'ouverture des stations Janson et Parc amène à la création de la ligne 55 Charleroi Parc - Gilly via la station Waterloo.

### Réorganisation de 2012
Dans le courant des années 2000, le TEC entreprend de terminer la boucle du prémétro à Charleroi, de mettre en service l'antenne vers Gilly dans sa totalité et de réactiver l'antenne de Gosselies en reprenant le tracé de l'ancienne ligne vicinale Les travaux de la boucle entrepris en 2008 sont terminés en 2012 et à partir du 27 février 2012, le réseau est réorganisé en 4 lignes, les anciennes lignes 54 et 55 fusionnent pour former la ligne M4.

## Infrastructure

### Voies et tracé
Sur Charleroi, la ligne emprunte la boucle du prémétro dans le sens anti-horaire. Les voies du prémétro sur la boucle sont en site propre intégral (tunnel et viaduc) à l'exception de la section entre la station Tirou et la gare qui est en site propre en surface.
La ligne quitte la boucle à la station Waterloo et toujours sur le site propre intégral du prémétro rejoint le terminus de Soleilmont à Gilly. Le terminus de Soleilmont est par ailleurs aménagé en boucle. De plus à l'inverse des autres sections du prémétro de Charleroi, la circulation entre Waterloo et Soleilmont se fait à gauche.

### Stations et arrêts
La ligne n'utilise que deux stations en chaussée, Tirou et Sambre, situées sur la partie en surface de la boucle, le reste de la ligne n'emploie que des stations de métro.
| Arrêts et correspondances de la ligne | Arrêts et correspondances de la ligne | Arrêts et correspondances de la ligne | Arrêts et correspondances de la ligne | Arrêts et correspondances de la ligne | Arrêts et correspondances de la ligne | Arrêts et correspondances de la ligne | Arrêts et correspondances de la ligne | Arrêts et correspondances de la ligne | Arrêts et correspondances de la ligne |
|                                       |                                       |                                       |                                       |                                       | Stations                              | Lat/Long                              | Type                                  | Communes desservies                   | Correspondances                       |
| ------------------------------------- | ------------------------------------- | ------------------------------------- | ------------------------------------- | ------------------------------------- | ------------------------------------- | ------------------------------------- | ------------------------------------- | ------------------------------------- | ------------------------------------- |
|                                       |                                       | o                                     |                                       |                                       | Soleilmont                            | 50° 25′ 49″ N, 4° 30′ 10″ E           | Métro léger                           | Gilly (Charleroi)                     | 17, 25, 62, 710                       |
|                                       |                                       | o                                     |                                       |                                       | Sart-Culpart                          | 50° 25′ 45″ N, 4° 29′ 42″ E           | Métro léger                           | Gilly (Charleroi)                     |                                       |
|                                       |                                       | o                                     |                                       |                                       | Marabout                              | 50° 25′ 37″ N, 4° 29′ 14″ E           | Métro léger                           | Gilly (Charleroi)                     |                                       |
|                                       |                                       | o                                     |                                       |                                       | Gilly                                 | 50° 25′ 25″ N, 4° 28′ 45″ E           | Métro léger                           | Gilly (Charleroi)                     | 28, 172, 710                          |
|                                       |                                       | o                                     |                                       |                                       | Gazomètre                             | 50° 25′ 19″ N, 4° 28′ 26″ E           | Métro léger                           | Gilly (Charleroi)                     | 11, 12, 14, 155, 156                  |
|                                       |                                       | o                                     |                                       |                                       | Samaritaine                           | 50° 25′ 12″ N, 4° 27′ 41″ E           | Métro léger                           | Charleroi-ville (Charleroi)           | City-Bus                              |
|                                       |                                       | o                                     |                                       |                                       | Waterloo                              | 50° 25′ 03″ N, 4° 27′ 00″ E           | Métro léger                           | Charleroi-ville (Charleroi)           | City-Bus                              |
| ↓                                     |                                       |                                       | o                                     |                                       | Janson                                | 50° 24′ 45″ N, 4° 27′ 07″ E           | Métro léger                           | Charleroi-ville (Charleroi)           |                                       |
|                                       | o                                     |                                       |                                       | ↑                                     | Palais                                | 50° 24′ 53″ N, 4° 26′ 34″ E           | Métro léger                           | Charleroi-ville (Charleroi)           |                                       |
| ↓                                     |                                       |                                       | o                                     |                                       | Parc                                  | 50° 24′ 33″ N, 4° 26′ 54″ E           | Métro léger                           | Charleroi-ville (Charleroi)           |                                       |
|                                       | o                                     |                                       |                                       | ↑                                     | Ouest                                 | 50° 24′ 40″ N, 4° 26′ 14″ E           | Métro léger                           | Charleroi-ville (Charleroi)           | SNCB                                  |
| ↓                                     |                                       |                                       | o                                     |                                       | Tirou                                 | 50° 24′ 22″ N, 4° 26′ 44″ E           | Tramway                               | Charleroi-ville (Charleroi)           |                                       |
| ↓                                     |                                       |                                       | o                                     |                                       | Sambre                                | 50° 24′ 19″ N, 4° 26′ 32″ E           | Tramway                               | Charleroi-ville (Charleroi)           |                                       |
|                                       | o                                     |                                       |                                       | ↑                                     | Villette                              | 50° 24′ 23″ N, 4° 26′ 06″ E           | Métro léger                           | Charleroi-ville (Charleroi)           |                                       |
|                                       |                                       | o                                     |                                       |                                       | Gare Centrale                         | 50° 24′ 19″ N, 4° 26′ 15″ E           | Métro léger                           | Charleroi-ville (Charleroi)           | SNCB                                  |

### Conduite et signalisation
2 types de conduite et de signalisation lumineuse sont utilisés sur la ligne.

Les sections du prémétro en site propre intégral sont soumises à une conduite avec cantonnement et dispositif d'arrêt automatique des trains (DAAT) pour le contrôle de franchissement des signaux et le respect des vitesses autorisées. Ces sections sont situées entre le terminus de Gilly Soleimont et la boucle à Charleroi ainsi qu'entre le quai de la Sambre avant l'arrivée à la gare et la sortie du tunnel située avant la station Tirou pour la section sur la boucle. La section entre la sortie du tunnel et l'arrivée à la gare du sud est soumise à la conduite à vue. Les limites de ces sections soumises au cantonnement sont indiquées par une signalisation fixe.

Signalisation fixe et lumineuse du prémétro
Panneau indiquant l'entrée sur une section soumise au cantonnement.
Panneau indiquant la sortie d'une section soumise au cantonnement.
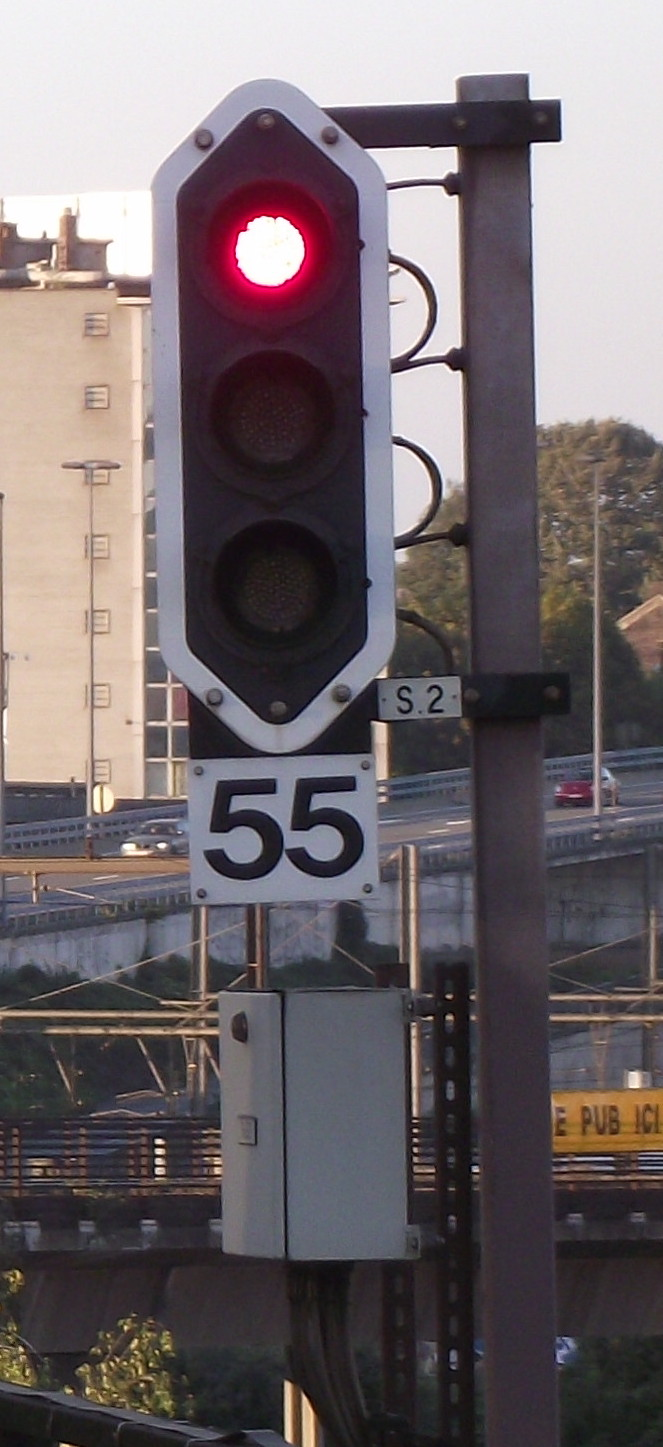
Signalisation lumineuse et panneau d'indication de vitesse utilisés sur les sections du métro léger.

Sur la section en site propre en chaussée de la boucle entre la sortie du tunnel située avant la station Tirou et le quai de la Sambre avant l'arrivée à la gare, les tramways circulent en conduite à vue en respectant les feux de signalisation routière ou la signalisation lumineuse tramway. Cette signalisation spécifique est mise en place pour complémenter la signalisation routière et pour donner la priorité aux carrefours au tramway.

Signalisation lumineuse tramway
Horizontal - arrêt.
Horizontal avec détection pour la priorité au carrefour indiquant le passage imminent au vertical.
Vertical - passage autorisé.
Idem mais avec le signal de priorité au carrefour éteint.
Cercle et Vertical - passage au rouge imminent.

## Matériel roulant
La ligne 4 est comme les autres lignes du métro léger de Charleroi exploitée avec des motrices articulées BN LRV série 7400 (ancienne série 6100 de la SNCV), mises en service dans les années 1980 par la SNCV et rénovées par le TEC Charleroi.
Le remisage des motrices est effectué au dépôt de Jumet.

## Exploitation
Officiellement, la station Soleilmont constitue le seul terminus de la ligne ; il n'y a pas de terminus sur la boucle centrale. Cependant, les panneaux des véhicules et dans les stations mentionnent la station Gare Centrale en tant que pseudo-terminus, et ce pour plus de clarté.
| Période                                                           | Premier départ depuis Soleilmont | Premier départ depuis Gare Centrale | Dernier départ depuis Gare Centrale | Dernière arrivée à Soleilmont | Fréquences |
| ----------------------------------------------------------------- | -------------------------------- | ----------------------------------- | ----------------------------------- | ----------------------------- | ---------- |
| Du lundi au vendredi de janvier à juin et de septembre à décembre | 05:04                            | 04:42                               | 19:42                               | 19:59                         | 10 minutes |
| Du lundi au vendredi en juillet et août                           | 05:04                            | 04:42                               | 19:42                               | 19:59                         | 10 minutes |
| Samedi                                                            | 05:04                            | 04:42                               | 19:42                               | 19:59                         | 10 minutes |
| Dimanche et jours fériés                                          | 05:36                            | 05:09                               | 19:39                               | 19:56                         | 15 minutes |

## Tarification
Depuis février 2013, un trajet sur le métro de Charleroi coûte 1,90 € (2 zones, maximum 60 minutes) ou 3,00 € (tout le réseau, maximum 90 minutes).
Depuis février 2017, un trajet (NEXT) sur le métro de Charleroi coûte 2,40 € (2 zones, maximum 60 minutes de correspondance) ou 3,50 € (trajet HORIZON sur tout le réseau, maximum 90 minutes de correspondance). Pour les possesseurs d'une carte MOBIB ou MOBIB Basic, le prix reste le même qu'avant cette date.
Ce sont des billets de " dépannage " donc tarif majoré.
- le tarif carte multi8
  - 1,10 € le trajet next
- le tarif carte Multiflex
  - 1,10 € trajet next
  - 2,20 € trajet Horizon